# Deadlock (videohra)
Deadlock je připravovaná akční videohra, kterou pro systém Windows vyvíjí a plánuje vydat společnost Valve. Kombinuje prvky žánru stříleček na hrdiny a MOBA.
Deadlock je ve fázi herního testování od roku 2023 a hráči s přístupem do něj mohou pozvat své přátele. V srpnu 2024 dosáhl počet souběžně hrajících hráčů něco málo přes 100 000. Od května 2024 došlo k četným únikům informací a jednomu novináři byl zakázán přístup k matchmakingu poté, co napsal preview pro technologický web The Verge. Společnost Valve hru oficiálně představila v srpnu 2024.